# Tadschikischsprachige Wikipedia

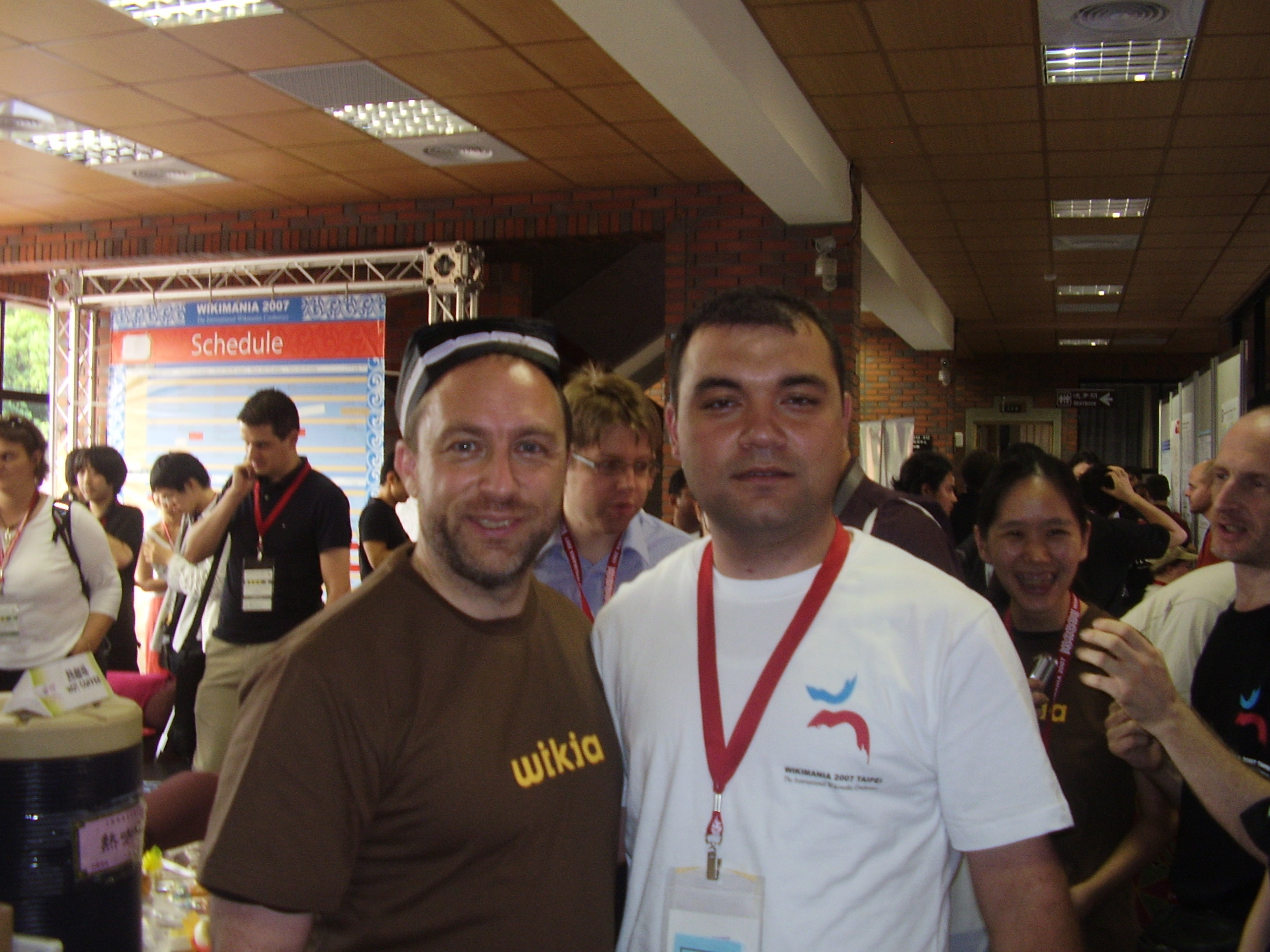
Der Begründer der tadschikischsprachigen Wikipedia Ibrohim Rustamow mit Jimmy Wales

Die tadschikischsprachige Wikipedia (tadschikisch Википедиаи Тоҷикӣ, Wikipediai Todschikij; in arabischer Schriftویکی‌پدیای  تاجیکی) ist die Wikipedia in tadschikischer Sprache.

## Geschichte
Sie gehört zur Gruppe der Sprachversionen für iranische Sprachen und ist darunter die zweitgrößte Ausgabe. Mit mehr als 95.000 Artikeln am 12. November 2018 gilt sie als die 64. größte Sprachversion der Wikipedia.
Die tadschikischsprachige Wikipedia wurde vom damaligen Englischlehrer Ibrohim Rustamow (tadschikisch Иброҳим Рустамов) gegründet und startete am 27. Januar 2004. Die Benutzer (tadschikisch корбар, pl корбарон) kommen überwiegend aus Tadschikistan; die meisten sprechen Tadschikisch als Muttersprache. Es gibt 5 Admins, u. a. Schuhrat Sadijew.
Wie die kasachische und usbekische Wikipedia-Ausgaben, wird die tadschikischsprachige Wikipedia
in zwei verschiedenen Alphabeten geschrieben, nämlich im kyrillischen und lateinischen Alphabet. Standardmäßig wird jedoch das kyrillische Alphabet benutzt.